# Alexandre Yokochi
Alexandre Felske Tadayuki Yokoshi (Lisboa, 13 de Fevereiro de 1965), conhecido por Alexandre Yokochi é um nadador português já retirado. Atleta do Sport Lisboa e Benfica, é o detentor do maior palmarés da natação portuguesa e ainda hoje lembrado como um dos melhores nadadores portugueses de sempre. Foi vice-campeão europeu em juniores e seniores, finalista olímpico (7.º lugar nos 200 metros bruços nos Jogos Olímpicos de Los Angeles 1984), campeão latino, recordista ibérico, vice-campeão europeu e medalha de prata e de ouro nas universíadas, entre outros títulos. Especialista nas provas de 100 e 200 metros bruços, abandonou a alta competição em 1992. Foi vencedor da Medalha Olímpica Nobre Guedes em 1980 e da Medalha de Honra do Sport Lisboa e Benfica em 1985.

## Carreira
O jovem Alexandre, português de ascendência japonesa (pelo lado do pai) e alemã (pelo lado da mãe), começou a nadar por influência do pai Shintaro Yokochi, que acumulava os cargos de treinador e proprietário de uma escola de natação. A estreia numa prova ocorre de forma precoce, com apenas 6 anos de idade. Aos 12 anos já tinha ingressado no Benfica, pela mão do pai, que era um dos mais famosos treinadores de natação do País.
Aos 15 anos de idade consegue o primeiro grande feito a nível internacional, da sua longa carreira, ao conquistar o titulo de vice-campeão europeu de juniores, em Skövde, naquela que viria a ser a sua especialidade, a categoria de 200 metros bruços, e apenas um ano depois de ter batido o record nacional tanto nos 200 como nos 100 metros bruços.
Sagrou-se tri-campeão latino dos 200 metros bruços em 1981, 1982 e 1983, na antecâmara daquele que viria a ser o melhor resultado de sempre dum nadador português nos Jogos Olímpicos de Los Angeles, em 1984. Conseguiu a presença na final de 200 metros bruços, alcançando o 7º lugar, com o tempo de 2 minutos, 20 segundos e 69 centésimos.
A 9 de Agosto de 1985 conseguiu a medalha de prata nos Europeus de Sofia, em 200 metros bruços, naquela que foi a sua única medalha numa das três grandes competições internacionais a nível sénior: Jogos Olímpicos, Mundiais de Natação e Europeus de Natação. Ao fazê-lo, bateu também o record nacional da distância, estabelecendo a nova marca em 2 minutos, 19 segundos e 63 centésimos. Neste mesmo ano conseguiu o titulo de vice-campeão europeu universitário, em Kobe, no Japão. Dois anos depois, em 1987, viria a conquistar a medalha de ouro, nesta mesma competição, agora em Zagreb. Este tornar-se-ia em mais um ano de ouro para Alexandre Yokochi, que conseguiu aliar as medalhas a registos de qualidade internacional, como a vitória no Meeting da Golden Cup e o 7º lugar no Europeu de Estrasburgo.
Na sua segunda participação nos Jogos Olímpicos, em 1988 Yokochi voltou a fazer sensação ao classificar-se no 9º lugar, resultado da sua vitória na final B dos 200 metros bruços, com o tempo de 2 minutos, 18 segundos e 1 centésimo, batendo por mais de dois segundos o seu próprio registo dos Jogos Olímpicos de Los Angeles. Ainda conseguiria os mínimos para representar Portugal por uma terceira vez, mas a sua performance em Barcelona foi bem mais modesta, ficando-se, desta feita, pelo 25º lugar.
A nível de clubes, Alexandre Yokochi representou o Sport Lisboa e Benfica durante 19 anos e de forma ininterrupta, entre 1973 e 1992. Pelos encarnados fez parte da geração mais vencedora da natação do clube e conquistou 27 titulos nacionais, repartidos pelas categorias de 200 metros bruços, 100 metros bruços e estafetas. Em 1992 retirava-se definitivamente da natação a nível de competição.

## Vida pessoal
Yokochi vive nos Estados Unidos da América, entre 1992 e 1997 fez o doutoramento na Texas A&M University. Em 1997 entrou na Oregon State University como investigador. 
Desde 2004 é professor universitário de Engenharia Química, Universidade do Estado do Oregon, situada na cidade de Corvallis no estado do Oregon.
Tem três filhos - Sidney, Naiya e Luke da mulher Annette.

## Palmarés
- Medalha de Prata nos Europeus de Natação, 1985
- Campeão Universitário, 1987
- Vice-Campeão Universitário, 1985
- Vice-Campeão Europeu de juniores, 1980
- Finalista Olímpico (7º Lugar), 1984
- 27 vezes Campeão Nacional Sénior

## Jogos Olímpicos
- (1992 - Barcelona) 200 metros bruços: 2.18,97 - 25º Lugar
- (1992 - Barcelona) 100 metros bruços: 1.05,61 - 39º Lugar
- (1988 - Seoul) 200 metros bruços: 2.18,01 - 9º Lugar
- (1988 - Seoul) 100 metros bruços: 1.05,66 - 40º Lugar
- (1984 - Los Angeles) 200 metros bruços: 2.20,69 - 7º Lugar
- (1984 - Los Angeles) 100 metros bruços: 1.07,80 - 34º Lugar

## Campeonatos da Europa
- (1987 - Estrasburgo) 200 metros bruços: 7º Lugar
- (1985 - Sofia) 200 metros bruços: Medalha de Prata
- 1980 - Skövde como júnior 200 metros bruços: Medalha de Prata